# ウェイン郡 (テネシー州)
ウェイン郡（英: Wayne County）は、アメリカ合衆国テネシー州の南部に位置する郡である。2010年国勢調査での人口は17,021人であり、2000年の16,842人から1.1%増加した。郡庁所在地はウェインズボロ市（人口2,449人）であり、同郡で人口最大の都市はクリフトン市（人口2,694人）である。郡名は"マッド"・アンソニー・ウェイン将軍に因んで名付けられた。

## 地理
アメリカ合衆国国勢調査局に拠れば、郡域全面積は736平方マイル (1,910 km2)であり、このうち陸地734平方マイル (1,900 km2)、水域は2平方マイル (5.2 km2)で水域率は0.22%である。

### 隣接する郡
- ペリー郡 - 北
- ルイス郡 - 北東
- ローレンス郡 - 東
- ローダーデール郡 (アラバマ州) - 南
- ハーディン郡 - 西
- ディケーター郡 - 北西

### 国立保護地域
- ナチェズ・トレイス・パークウェイ（部分）

### 河川
- テネシー川
- バッファロー川
- グリーン川

## 人口動態

人口ピラミッド

以下は2010年の国勢調査による人口統計データである。
| 基礎データ - 人口: 17,021人 - 世帯数: 5,822 世帯 - 家族数: 4,321 家族 - 人口密度: 9人/km2（23人/mi2） - 住居数: 6,701軒 - 住居密度: 4軒/km2（9軒/mi2） 人種別人口構成 - 白人: 92.3% - アフリカン・アメリカン: 5.7% - ネイティブ・アメリカン: 0.3% - アジア人: 0.2% - 太平洋諸島系: 0.01% - その他の人種: 0.19% - 混血: 1.0% - ヒスパニック・ラテン系: 1.6% | 年齢別人口構成 - 18歳未満: 21.4% - 18-24歳: 9.2% - 25-44歳: 31.7% - 45-64歳: 24.2% - 65歳以上: 13.6% - 年齢の中央値: 37歳 - 性比（女性100人あたり男性の人口） - 総人口: 121.7 - 18歳以上: 125.5 世帯と家族（対世帯数） - 18歳未満の子供がいる: 31.0% - 結婚・同居している夫婦: 59.1% - 未婚・離婚・死別女性が世帯主: 10.1% - 非家族世帯: 27.2% - 単身世帯: 24.4% - 65歳以上の老人1人暮らし: 10.9% - 平均構成人数 - 世帯: 2.47人 - 家族: 2.93人 | 収入と家計 - 収入の中央値 - 世帯: 26,576米ドル - 家族: 30,973米ドル - 性別 - 男性: 27,879米ドル - 女性: 19,034米ドル - 人口1人あたり収入: 14,472米ドル - 貧困線以下 - 対人口: 16.3% - 対家族数: 12.9% - 18歳未満: 18.6% - 65歳以上: 19.6% |

## 都市と町
- クリフトン
- コリンウッド
- ウェインズボロ - 郡庁所在地

### 未編入の町
| - アシュランド - ビーチクリーク - ベツレヘム - カントレルサブディビジョン - クリフトンジャンクション - クロムウェルクロスローズ - クロスローズ - サイプレスイン - ドッグウッドハイツ - フェアビュー | - フラットギャップ - フォレストヒルズ - ジェネバ - ハイランド・ノース - ハイランド・サウス - ホリークリーク - ホルト - ヒューストン - アイアンシティ - レザーウッド | - リトルホープ - ロングビューサブディビジョン - ローワーホリークリーク - ラッツ - マーティンズミルズ - マクグラムリーズスタンド - モカシン - ムーニー - マウントホープ - オビラ | - パイニーグローブ - ランサムスタンド - ショーネット - サウスゲイト - スタウト - スリート - トプシー - アッパーホリークリーク - ウィットンズスタンド - ウッドローン |  |

## 祭
- シンギング・オン・ザ・ファーム - サイプレスイン
- ツール・ド・ウェイン・バイシクルライド
- 花火ショー - ウェインズボロ
- 7月4日（独立記念日）イン・ザ・パーク - ウェインズボロ
- ウェイン郡歴史と工作の祭 - ウェインズボロ
- オールドタイムズ・デイ - コリンウッド
- ホースシュー・リバーベンド祭 - クリフトン

## 教育

### 高等教育機関
- コロンビア州立コミュニティカレッジ、クリフトン

### 公共教育学区
郡内には下記の学校以外に中学校2校、小学校2校がある。
- ウェイン郡成人教育センター
- フランク・ヒューズ学校
- ウェイン郡高校
- ウェイン郡技術センター
- コリンウッド高校

## 宗教
郡民の大半はキリスト教徒である。最も信徒が多い会派は南部バプテスト連盟であり、構成比は47%になっている。続いてユナイテッド・メソジスト教会（15%）、インデペンデント・フリーウィル・バプテスト教会（13%）、チャーチズ・オブ・クライスト（12%）となっている
。

## メディア
郡内では、FM局4局、AM局1局がラジオ放送を流している。新聞は「ザ・ウェイン・カウンティ・ニューズ」が発行されている。